# Новоянкульский сельсовет
Новоянку́льский сельсове́т — упразднённое сельское поселение в Андроповском районе Ставропольского края Российской Федерации.
Административный центр — посёлок Новый Янкуль.

## История
На 1 марта 1966 года был центром Новоянкульского сельсовета Александровского района Ставропольского края. В состав территории сельского совета входило 7 населённых пунктов: посёлки Новый Янкуль, Ферма № 1 совхоза «Янкульский», Ферма № 2 совхоза «Янкульский», Ферма № 3 совхоза «Янкульский»; хутора Конный, Сладкий, Стройхутор:7.
На 1 января 1983 года Новоянкульский сельсовет находился в подчинении Курсавского района Ставропольского края, а в состав его территории входили четыре посёлка: Верхний Янкуль, Нижний Янкуль, Новый Янкуль (центр) и Овражный:17.
Статус и границы сельского поселения установлены Законом Ставропольского края от 4 октября 2004 год № 88-КЗ «О наделении муниципальных образований Ставропольского края статусом городского, сельского поселения, городского округа, муниципального района».
С 16 марта 2020 года все муниципальные образования Андроповского района объединены в Андроповский муниципальный округ.

## Население
| 1989  | 2002  | 2010  | 2011  | 2012  | 2013  | 2014  |
| ----- | ----- | ----- | ----- | ----- | ----- | ----- |
| 2357  | ↘2198 | ↘2092 | ↘2091 | ↘2043 | ↘2031 | ↘2000 |
| 2015  | 2016  | 2017  | 2018  | 2019  | 2020  |       |
| ↘1981 | ↘1897 | ↗1904 | ↘1894 | ↘1891 | ↘1862 |       |

### Национальный состав
По итогам переписи населения 2010 года проживали следующие национальности (национальности менее 1 %, см. в сноске к строке «Другие»):
| Национальность | Численность | Процент |
| -------------- | ----------- | ------- |
| Русские        | 1117        | 53,39   |
| Даргинцы       | 445         | 21,27   |
| Аварцы         | 299         | 14,29   |
| Кумыки         | 87          | 4,16    |
| Чеченцы        | 27          | 1,29    |
| Другие         | 117         | 5,59    |
| Итого          | 2092        | 100,00  |

## Состав сельского поселения
| № | Населённый пункт | Тип населённого пункта          | Население |
| - | ---------------- | ------------------------------- | --------- |
| 1 | Верхний Янкуль   | посёлок                         | ↗300      |
| 2 | Нижний Янкуль    | посёлок                         | ↘250      |
| 3 | Новый Янкуль     | посёлок, административный центр | ↘1122     |
| 4 | Овражный         | посёлок                         | ↘200      |

## Местное самоуправление
Главы муниципального образования
- Кравченко Николай Алексеевич[20][21],
- Друзякин Александр Иванович[22]